# Cassida flaveola
Cassida flaveola es un insecto coleóptero de la familia Chrysomelidae. Se distribuye por el Paleártico. También se encuentra en Norteamérica, donde puede ser una especie introducida.
Las plantas huéspedes son especies de la familia Caryophyllaceae incluyendo Cerastium vulgatum, Honckenya peploides, Malachium aquaticum, Spergula arvensis, Spergula nemorum, Stellaria graminea y Stellaria media.